# Верхний Турунъю
Верхний Турунъю (коми Вылыс Турунъю) — посёлок в составе сельского поселения Кажым Койгородского района Республики Коми. Численность населения посёлка составляет 9 человек (2023).

## Географическое положение
Поселок расположен примерно в 26 километрах на восток-северо-восток от центра сельсовета поселка Кажым и примерно в 54 километрах на восток от районного центра села Койгородок, на автодороге Сыктывкар — Кудымкар.

## Климат
Климат умеренно-континентальный с наименее суровыми условиями. Лето короткое, средняя продолжительность безморозного периода 102 дня, зима длинная, холодная, с устойчивым снежным покровом. Средняя годовая температура воздуха составляет 1 ºС. Среднемноголетнее количество годовых осадков 622 мм.

## История
Поселок основан в 1952 году как 29 лагпункт Вятского ИТЛ. Затем последовательно там находились исправительно-трудовая колония № 29 строго режима (с конца 60-х годов), исправительно-трудовая колония-поселение № 47 (в 1975 году), участок колонии-поселения № 30 (в Нижнем Турунъю). В связи с ликвидацией ИТК-29 в 1975 году её персонал был переведен в другие места, закрыта воинская часть, сократилось население, закрылась школа.
Упоминается в ряду других в постановлении об образовании Верхнее — Турунъинского сельского совета с центром в посёлке Верхний Турунъю. В состав сельского совета входили также посёлки Висляны, Кажимка, Нижний Турунъю, Песчаный, Рябиновка, Турунъю, Холмский и железнодорожные станции Нюль и Лель. Все подчиненные поселки исчезли до 1993 года. 28 марта 1978 года посёлок Верхний Турунъю перестал быть центром сельского совета.

## Население
В 1989 году проживало 212 человек, в 2002 году было учтено 87 постоянных жителей (74 % русские). В 2010 году 52 постоянных жителя. В 2018 — 25 человек.
По данным администрации Койгородского района, на 1 января 2023 года в посëлке Верхний Турунъю проживает 9 человек.
| 1989 | 2002 | 2010 |
| ---- | ---- | ---- |
| 226  | ↘87  | ↘52  |